# 478

## Догађаји
- Елија Верина, свекрва источноримског цара Зенона, покушава да убије исавског генерала Ила јер се окренуо против свог брата Василиска. Велику побуну предводе њен зет Маркијан и остроготски војсковођа Теодорик Страбон, али Ил поново доказује своју лојалност Зенону тако што је угушио побуну 479. године.
- Прва шинтоистичка светилишта изграђена су у Јапану.
- У Кини завршава династија Лиу Сонг.
- Кинеске хронике бележе спомен-обележје које је послао „краљ Јапана“ (вероватно Јурјаку), који себе описује као „врховног директора војних послова у Јапану и Кореји“ на двор династије Северни Веј. Кинески цар одговара потврђивањем јапанске династије у тим титулама. Ово је најранији верификовани датум у јапанској историји.